# زرین‌کمر یکم
استندار حسام‌الدین زرین‌کمر یکم چهاردهمین فرمانروای دودمان پادوسپانیان بود که میان سال‌های ۳۴۷ تا ۳۸۲ هجری در رویان حکومت داشت.
نسب او چنین است: «زرین‌کمر پور فرامرز، پور شهریار، پور جمشید، پور دیوبند، پور شیرزاد، پور آفریدون، پور قارن، پور سرخاب، پور نامور، پور پادوسپان» وی با حاکم پیشین، استندار قباد یکم، پسرعمو بود و پس از او بر تخت نشست. زرین‌کمر با آل بویه وصلت کرده و بدین شکل قلمرو خود را حفظ نمود. وی با رکن‌الدوله حسن، مؤیدالدوله ابومنصور و فخرالدوله علی معاصر بود و ۳۵ سال فرمان راند.